# (10652) Blaeu
(10652) Blaeu (4599 P-L) – planetoida z grupy pasa głównego asteroid okrążająca Słońce w ciągu 4,51 lat w średniej odległości 2,73 j.a. Odkryta 24 września 1960 roku.